# Gentiana caliculata
Gentiana caliculata är en gentianaväxtart som beskrevs av Juan José Martinez de Lexarza. Gentiana caliculata ingår i släktet gentianor, och familjen gentianaväxter. Inga underarter finns listade i Catalogue of Life.